# Superstatoréacteur
Pour des articles plus généraux, voir Propulsion des aéronefs et Moteur à réaction.
Le superstatoréacteur ou statoréacteur à combustion supersonique, aussi appelé de manière abrégée superstato (scramjet pour supersonic combustion ramjet en anglais), est une évolution du statoréacteur, système de propulsion par réaction des aéronefs, pouvant atteindre des vitesses de fonctionnement supérieures à Mach 6.

## Fonctionnement

Schéma du fonctionnement d'un superstatoréacteur.

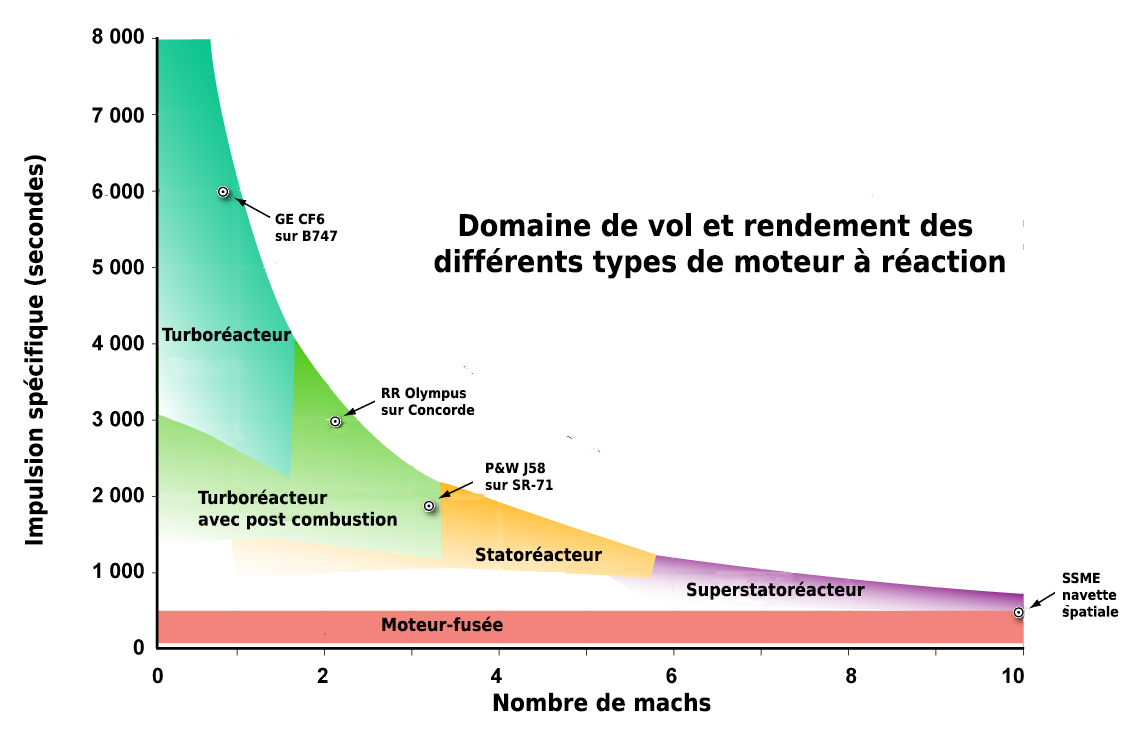
Domaine de vol (vitesse en mach) et rendement (Impulsion spécifique) des différents types de moteurs à réaction.

Le statoréacteur classique (à combustion subsonique) est limité en vitesse par l'efficacité de son divergent d'entrée. Celui-ci doit ramener la vitesse de l'air aux environs de Mach 0,5 pour pouvoir obtenir une combustion stable et efficace.
Dans le superstatoréacteur, la différence est que la combustion, à l'intérieur du moteur, s'effectue à des vitesses supersoniques (de l'ordre de Mach 2 pour l'avion expérimental sans pilote américain X-43A). Cela limite le ralentissement nécessaire de l'air extérieur et permet donc théoriquement d'atteindre des vitesses supérieures. Théoriquement, car il faut que cette combustion génère suffisamment de poussée pour maintenir de telles vitesses.
La principale difficulté de la conception d'un tel moteur réside dans la maîtrise de la combustion du carburant à des vitesses supersoniques (tous les carburants ne conviennent pas ; l'hydrogène a longtemps été le seul carburant efficace pour ce type de moteur ; des carburants de type militaire sont également utilisés). L'explication tient au temps de combustion du carburant. Les molécules d'un carburant de type kérosène mettent trop de temps à brûler dans la chambre de combustion (finissant de brûler dans la tuyère). Il en résulte une poussée médiocre. Se rajoute à cela la difficulté de mise au point de matériaux capables de résister à la chaleur et aux contraintes mécaniques générées. Enfin, un tel moteur n'est adapté qu'aux vitesses hypersoniques (entre Mach 5 et Mach 15 environ) et ne saurait fonctionner en deçà de ces vitesses. Il doit donc être associé à d'autres types de moteurs pour pouvoir atteindre ces vitesses.

## Domaine d'application

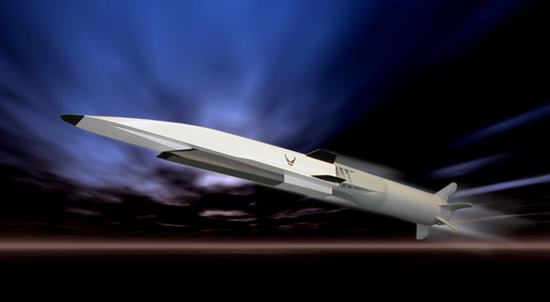
Vue d'artiste d'un Boeing X-51 Waverider, prototype de l'USAF pour un missile air-sol hypersonique dont le 1er vol a eu lieu le 26 mai 2010.

Le superstato est actuellement un moteur expérimental ; les rares vols hypersoniques réalisés n'ont duré que quelques secondes, durant lesquelles l'appareil a simplement maintenu sa vitesse. Il devrait néanmoins, dans un avenir relativement lointain, équiper des avions hypersoniques dont les missions restent encore à trouver, ou des missiles, pour des bombardements avec un court temps de réaction. Il pourrait également être utilisé comme second étage d'une fusée civile (par exemple pour un envoi de sonde spatiale, qui nécessite une forte vitesse), bien que la rapide raréfaction du dioxygène atmosphérique en altitude limite cet usage.
Voici quelques programmes de recherche actuels sur le superstato :
- Kholod (Russie), a atteint Mach 5,7 le 26 novembre 1991[2] et Mach 6,4 le 12 février 1998 durant 77 secondes ;
- HyShot (Australie, Japon, Grande Bretagne), a atteint Mach 7 pendant 5 secondes le 30 octobre 2001, et Mach 8 le 30 mars 2006[3] ;
- NASA X-43 Scramjet (États-Unis), a atteint, un court instant, Mach 9,1 le 16 novembre 2004;
- Boeing X-51 (États-Unis), a atteint Mach 6 le 26 mai 2010 ;
- Missile de croisière Zircon, a franchi Mach 8 pour son vol inaugural en mars 2016.
- Xingkong 2 ou Starry Sky 2 (Chine), après avoir maintenu Mach 5,5 pendant 7 min par ses propres propulseurs, a atteint Mach 6 le 3 août 2018[4] ;
- Programmes Prométhée/LEA en 2014 (engin à moteur stato mixte, à la fois statoréacteur et superstatoréacteur) et études ASN4G (successeur du missile ASMPA)[5] suivis en 2024 du programme « MIHYSYS » mené en France par l'Onera et MBDA[6].